# 占蘭
占蘭是伊朗的城市，位於該國西南部，由胡齊斯坦省負責管轄，距離首府阿瓦士約75公里，處於首都德黑蘭西南580公里，海拔高度14米，2006年人口18,519。